# Kevin Mbabu
Melingo Kevin Mbabu (* 19. dubna 1995 Chêne-Bougeries) je švýcarský profesionální fotbalista, který hraje na pozici pravého obránce v německém klubu FC Augsburg, kde je na hostování z Fulhamu, a ve švýcarském národním týmu.

## Reprezentační kariéra
Kvůli jeho smíšenému původu měl Mbabu reprezentovat Švýcarsko, DR Kongo a Francii.
V květnu 2018 byl Mbabu součástí švýcarské předběžné soupisky na Mistrovství světa ve fotbale 2018 v Rusku. Nicméně se do 23členné finální soupisky nedostal. Ve švýcarské reprezentaci debutoval 8. září 2018, když se objevil v základní sestavě utkání Liga národů UEFA 2018/19 proti Islandu. V květnu 2019 odehrál finálový turnaj Ligy národů, kde Švýcarsko skončilo na 4. místě.
Dne 31. května byl trenérem Vladimirem Petkovićem nominován na závěrečný turnaj EURO 2020.

## Statistiky

### Klubové
K 22. květnu 2021
| Klub               | Sezóna  | Liga                  | Liga   | Liga | Národní pohár | Národní pohár | Ligový pohár | Ligový pohár | Evropské poháry | Evropské poháry | Celkem | Celkem |
| Klub               | Sezóna  | Liga                  | Zápasy | Góly | Zápasy        | Góly          | Zápasy       | Góly         | Zápasy          | Góly            | Zápasy | Góly   |
| ------------------ | ------- | --------------------- | ------ | ---- | ------------- | ------------- | ------------ | ------------ | --------------- | --------------- | ------ | ------ |
| Servette           | 2012/13 | Super League          | 1      | 0    | 0             | 0             | —            | —            | 0               | 0               | 1      | 0      |
| Newcastle United   | 2013/14 | Premier League        | 0      | 0    | 0             | 0             | 0            | 0            | 0               | 0               | 0      | 0      |
| Newcastle United   | 2014/15 | Premier League        | 0      | 0    | 0             | 0             | 0            | 0            | 0               | 0               | 0      | 0      |
| Newcastle United   | 2015/16 | Premier League        | 3      | 0    | 1             | 0             | 1            | 0            | 0               | 0               | 5      | 0      |
| Newcastle United   | 2016/17 | Championship          | 0      | 0    | 0             | 0             | 0            | 0            | 0               | 0               | 0      | 0      |
| Newcastle United   | Celkem  | Celkem                | 3      | 0    | 1             | 0             | 1            | 0            | 0               | 0               | 5      | 0      |
| Rangers (host.)    | 2014/15 | Scottish Championship | 0      | 0    | 0             | 0             | 0            | 0            | 0               | 0               | 0      | 0      |
| Young Boys (host.) | 2016/17 | Super League          | 21     | 1    | 2             | 1             | —            | —            | 1               | 0               | 24     | 2      |
| Young Boys         | 2017/18 | Super League          | 32     | 2    | 2             | 0             | —            | —            | 10              | 0               | 44     | 2      |
| Young Boys         | 2018/19 | Super League          | 24     | 0    | 1             | 0             | —            | —            | 7               | 1               | 32     | 1      |
| Young Boys         | Celkem  | Celkem                | 77     | 3    | 5             | 1             | 0            | 0            | 18              | 1               | 100    | 5      |
| VfL Wolfsburg      | 2019/20 | Bundesliga            | 20     | 3    | 2             | 0             | —            | —            | 5               | 0               | 27     | 3      |
| VfL Wolfsburg      | 2020/21 | Bundesliga            | 22     | 0    | 2             | 0             | —            | —            | 0               | 0               | 24     | 0      |
| VfL Wolfsburg      | Celkem  | Celkem                | 42     | 3    | 4             | 0             | 0            | 0            | 5               | 0               | 51     | 3      |
| Celkem             | Celkem  | Celkem                | 123    | 6    | 10            | 1             | 1            | 0            | 23              | 1               | 157    | 8      |

## Ocenění

### Klubová

#### Young Boys
- Švýcarská Super League: 2017/18,[10] 2018/19[11]

### Individuální
- Nejlepší hráč Švýcarské Super League: 2018[11]